# Brontispa mariana
Brontispa mariana är en skalbaggsart som beskrevs av Franz Spaeth 1937. Brontispa mariana ingår i släktet Brontispa och familjen bladbaggar. Inga underarter finns listade i Catalogue of Life.